# Junko Iwao

Junko Iwao (岩男 潤子, Iwao Junko, nascida em 18 de fevereiro de 1970 em Beppu, Japão) é uma atriz de voz e cantora japonesa. Seu papel mais conhecido é de Tomoyo Daidōji em Cardcaptor Sakura.
Ela também fez a voz da protagonista Mima Kirigoe em Perfect Blue, Ceres em Ayashi no Ceres, e Kikyo em Hunter x Hunter. Em jogos de vídeo game, ela dublou Pai Chan em Virtua Fighter, Carole Pepper in Honkai Impact 3rd, Mint em Tales of Phantasia e Serika em To Heart.
Chegou a fazer parte de um grupo de idols, mas essa carreira nunca decolou. Ela continuou fazendo testes até conseguir seu primeiro papel como dubladora, fazendo a personagem Melissa em Montana Jones.
Em 2018, ela participou do Anime North, no Canadá.
Em 2019, ela participou do Anime Matsuri, em Houston (EUA).
Em 2022, ela venceu o prêmio Kazue Takahashi, no 16º Seiyu Awards.
Em 2023, ela participou da Otakon, nos Estados Unidos.
Em 2024, ela participou do Anime Summit, em Brasília.

## Filmografia

### Anime
| Year      | Series                                            | Role                                | Notes             | Source              |
| --------- | ------------------------------------------------- | ----------------------------------- | ----------------- | ------------------- |
| 1994      | Montana Jones                                     | Melissa                             | Estreia           | [ 10 ]              |
| 1994      | Goal FH                                           | Minako Honjo                        |                   | [ 10 ]              |
| 1994      | New Cutey Honey                                   | Natsuko                             | OVA               | [ 11 ]              |
| 1994      | Chō Kuse ni Narisō                                | Chitose Morino                      |                   | [ 10 ]              |
| 1994      | Macross 7                                         | Sally Saint Ford                    |                   | [ 10 ]              |
| 1994      | Captain Tsubasa J                                 | Aoba Yayoi, Mori                    |                   | [ 10 ]              |
| 1994      | Key the Metal Idol                                | Tokiko "Key" Mima                   |                   | [ 10 ]              |
| 1995      | Chibi Maruko-chan                                 | Kenta Hasegawa                      |                   | [ 10 ]              |
| 1995      | Macross 7 Plus                                    | Hennessy, Sally Saint Ford          | OVA               |                     |
| 1995      | Elementalors                                      | Kana                                | OVA               | [ 10 ]              |
| 1995      | Wedding Peach                                     | Manami                              | Ep. 21            | [ 10 ]              |
| 1995      | Mojacko                                           | Miki Kawano/Kouno                   |                   | [ 12 ] [ 10 ]       |
| 1995      | Neon Genesis Evangelion                           | Hikari Horaki                       |                   | [ 10 ]              |
| 1995      | Kaitō Saint Tail                                  | Kyoko                               |                   | [ 13 ] [ 10 ]       |
| 1995      | Super Atragon                                     | Annette                             | OVA               | [ 10 ]              |
| 1995      | Macross 7 Encore                                  | Sally Saint Ford                    | OVA               | [ 10 ]              |
| 1995      | Golden Boy                                        | Employee B                          |                   | [ 10 ]              |
| 1996      | Magic User's Club                                 | Akane Aikawa                        | OVA               | [ 10 ]              |
| 1996      | X                                                 | Kotori Monō                         |                   | [ 10 ]              |
| 1996      | Harley Spiny                                      | Risuko                              |                   | [ 10 ]              |
| 1996      | Garzey's Wing                                     | Rumiko                              |                   | [ 10 ]              |
| 1996-1997 | Variable Geo                                      | Chiho Masuda                        | OVA               | [ 10 ]              |
| 1997      | Perfect Blue                                      | Mima Kirigoe                        |                   | [ 10 ] [ 1 ]        |
| 1997      | Hyper Speed GranDoll                              | Hikaru Amagi                        | OVA               | [ 10 ]              |
| 1997      | Haunted Junction                                  | Reiko                               |                   | [ 10 ]              |
| 1997      | Shinkai Densetsu Meremanoid                       | Laila                               |                   | [ 10 ]              |
| 1997      | Vampire Princess Miyu                             | Riri Sone                           | Série, Ep. 20     | [ 10 ]              |
| 1997      | Evangelion: Death & Rebirth                       | Hikari Horaki                       | Filme             | [ 10 ]              |
| 1997      | Tenchi Muyo! Midsummer's Eve                      | Mayuka                              | Filme             | [ 10 ]              |
| 1998-2000 | Cardcaptor Sakura                                 | Tomoyo Daidouji                     | Também nos filmes | [ 14 ] [ 1 ]        |
| 1998      | Ojarumaru                                         | Kabiko, Keeko                       |                   | [ 10 ]              |
| 1998      | Devil Lady                                        | Jun Fudo, Devil Lady                |                   | [ 10 ]              |
| 1999      | Rurouni Kenshin: Trust & Betrayal                 | Tomoe Yukishiro, Ikuko Katsu        |                   | [ 10 ]              |
| 1999      | Betterman                                         | Sakura                              |                   | [ 10 ]              |
| 1999      | To Heart                                          | Serika Kurusugawa, Ayaka Kurusugawa |                   | [ 14 ] [ 10 ] [ 1 ] |
| 1999      | Magic User's Club                                 | Akane Aikawa                        | Série             | [ 10 ]              |
| 1999      | Melty Lancer                                      | Sakuya Lansaihe                     |                   | [ 10 ]              |
| 2000      | Mon Colle Knights                                 | Mori wo itsukushimu tenshi          | Ep. 34, 50-51     | [ 10 ]              |
| 2000      | Gate Keepers                                      | Francine Allumage                   |                   | [ 10 ]              |
| 2000      | Ayashi no Ceres                                   | Ceres                               |                   | [ 10 ]              |
| 2004      | Mai-HiME                                          | Akane Higurashi                     |                   | [ 15 ]              |
| 2004      | To Heart Remember My Memories                     | Serika Kurusugawa                   |                   | [ 14 ] [ 10 ]       |
| 2004      | Blue Seed                                         | Valencia Tachibana                  | OAV               | [ 10 ]              |
| 2004      | Tales of Phantasia                                | Mint Adnade                         |                   | [ 14 ] [ 1 ]        |
| 2005      | Majime ni Fumajime: Kaiketsu Zorori               | Najo                                |                   |                     |
| 2005      | Princess Minerva                                  | Tua                                 |                   | [ 10 ]              |
| 2005      | My-Otome                                          | Akane Soire                         |                   | [ 16 ]              |
| 2005      | Mushishi                                          | Setsu                               | Ep. 14            | [ 10 ]              |
| 2006      | Yoshimune                                         | Hime                                |                   |                     |
| 2006      | Super Robot Wars Original Generation: Divine Wars | Refina                              |                   |                     |
| 2006      | Jigoku Shōjo Futakomori                           | Honami Senwaki                      |                   |                     |
| 2011      | Puella Magi Madoka Magica                         | Kazuko Saotome                      |                   | [ 10 ]              |
| 2011      | Katte ni Kaizō                                    | Yoshiko-sensei, Kaizō (young)       | OVA               |                     |
| 2011      | Working'!!                                        | Haruna Otoo                         |                   |                     |
| 2011      | Hunter × Hunter                                   | Kikyo Zoldyck                       |                   | [ 14 ] [ 1 ]        |
| 2012      | Place to Place                                    | Kikue Sakuragawa                    |                   | [ 10 ]              |
| 2013      | Tamako Market                                     | Sayuri Yumoto                       |                   | [ 10 ]              |
| 2013      | Love, Chunibyo & Other Delusions -Heart Throb-    | Rikka's mother                      |                   | [ 10 ]              |
|           | Anpanman                                          | Yakisobakasu, Waffle-chan           |                   | [ 10 ]              |
|           | Detective Conan                                   | Noriko Imai                         | Ep. 383           | [ 10 ]              |
| 2015      | Working!!!                                        | Haruna Otoo                         |                   |                     |
| 2016      | Maho Girls Precure!                               | Lilia                               |                   |                     |
| 2017      | Onihei Hankachō                                   | Hisae Hasegawa                      |                   |                     |
| 2018      | Love, Chunibyo & Other Delusions! Take on Me      | Mãe da Rikka                        |                   | [ 17 ]              |
| 2018      | Cardcaptor Sakura: Clear Card                     | Tomoyo Daidouji                     |                   | [ 18 ]              |

### Jogos eletrônicos
| Year | Series                                            | Role                                | Notes            | Source |
| ---- | ------------------------------------------------- | ----------------------------------- | ---------------- | ------ |
| 1991 | Langrisser IV                                     | Schelfaniel                         |                  | [ 10 ] |
| 1993 | Samurai Shodown                                   | Tokihime-Tenhime                    |                  | [ 10 ] |
| 1993 | Jogos de Virtua Fighter                           | Pai Chan                            |                  | [ 10 ] |
| 1995 | Jogos de Tales of Phantasia                       | Mint Adnade                         | Phantasia, Abyss | [ 10 ] |
| 1995 | Eve Burst Error                                   | Marina Hojo                         | Sega Saturn      | [ 10 ] |
| 1995 | Galaxy Fraulein Yuna 2                            | Rui Maria Marcie                    |                  | [ 10 ] |
| 1996 | Jogos de Neon Genesis Evangelion                  | Hikari Horaki                       |                  | [ 10 ] |
| 1996 | Lightning Legend: Daigo no Daibouken              | Mayu Usaka                          |                  | [ 10 ] |
| 1996 | Meltylancer                                       | Sakuya                              |                  | [ 10 ] |
| 1996 | NOeL                                              | Emi Sanokura                        |                  | [ 19 ] |
| 1996 | True Love Story 2                                 | Kodachi Kazama                      |                  | [ 10 ] |
| 1997 | To Heart                                          | Serika Kurusugawa, Ayaka Kurusugawa |                  | [ 10 ] |
| 1997 | Galaxy Fraulein Yuna 3: Lightning Angel           | Rui Maria Marcie                    |                  | [ 10 ] |
| 1997 | Hyper Speed GranDoll                              | Hikaru Tenju                        |                  | [ 10 ] |
| 1997 | Power Dolls 2: Detachment of Limited Line Service | Alice Knox                          | PlayStation      | [ 10 ] |
| 1998 | Blaze and Blade: Eternal Quest                    | Female warrior, thief               |                  | [ 10 ] |
| 1998 | Mitsumete Knight                                  | Lesley Lopicana                     |                  | [ 10 ] |
| 1998 | Dragon Force II                                   | Tilis                               | Sega Saturn      | [ 10 ] |
| 1998 | Princess Quest                                    | Peppy                               |                  |        |
| 1998 | Sequence Palladium                                | Elemi                               | Windows          | [ 10 ] |
| 1999 | Jogos de Cardcaptor Sakura                        | Tomoyo Daidouji                     |                  | [ 10 ] |
| 1999 | Gate Keepers                                      | Francine Allumage                   |                  | [ 10 ] |
| 2000 | Armored Core 2                                    | Nell Aulter                         |                  | [ 10 ] |
| 2000 | Grandia II                                        | Tio                                 |                  | [ 10 ] |
| 2003 | Lineage II                                        | Tutorial voice                      |                  |        |
| 2005 | Mai-HiME: Unmei no Keitōju                        | Akane Higurashi                     |                  |        |
| 2006 | Summon Night 4                                    | Coral                               |                  |        |
| 2007 | Jogos de Super Robot Wars: Original Generations   | Lefina Enfield                      |                  | [ 10 ] |
| 2012 | Puella Magi Madoka Magica Portable                | Kazuko Saotome                      | PSP              | [ 10 ] |
|      | Jogos de My-Otome                                 | Akane Sowaru                        |                  |        |
| 2020 | Honkai Impact 3                                   | Carole                              |                  | [ 10 ] |
|      | DLC de Post-Houkai Odyssey                        | Carole Pepper                       |                  |        |

## Discografia
| Data de lançamento | Título                                                  |
| ------------------ | ------------------------------------------------------- |
| 05/04/1995         | Hajimemashite                                           |
| 01/11/1995         | 18-Ban machi no kiseki                                  |
| 19/07/1996         | Entrance                                                |
| 07/07/1997         | Alive                                                   |
| 19/09/1997         | Kimochi                                                 |
| 18/02/1998         | Iwao Junko Concert Kimochi in Tokyo International Forum |
| 03/03/1999         | Favorite Songs                                          |
| 07/11/1999         | Appear                                                  |
| 06/12/2000         | Canary                                                  |
| 26/10/2011         | Anison Acoustics                                        |
| 23/01/2013         | Anison A to Z                                           |
| 07/07/2013         | Yasashi-sa no Tane                                      |
| 23/07/2014         | Voice                                                   |